# Gobseck
Gobseck – powieść Honoriusza Balzaka z cyklu Komedia ludzka. Została po raz opublikowana w 1830 roku pod tytułem Lichwiarz. Tytuł Gobseck został nadany utworowi w wydaniu z 1842 roku.

## Czas powstania
Pierwszy szkic opowieści pojawił się 6 marca 1830 roku w „La Mode” pod tytułem Lichwiarz (L’Usurier). Po raz kolejny nowela ukazała się w „Le Voleur” 10 sierpnia tego roku. W kwietniu 1830 roku Balzac wydał utwór w pierwszym tomie Scen z życia prywatnego pod tytułem Les Dangers de l’inconduite. Jak wskazywał tytuł utwór koncentrował się na dramacie rodzinnym spowodowanym złym postępowaniem hrabiny de Restaud. Kolejne wydanie pod niezmienionym tytułem ukazało się w maju 1832 roku. W listopadzie 1835 roku pisarz wydał utwór po raz trzeci u Mme Béchet, w IX tomie Scen z życia paryskiego pod tytułem Papa Gobseck. Poza tytułem Balzac zmienił nieco samą postać Gobsecka i zakończenie: podczas gdy w Les Dangers de l’inconduite czynił go deputowanym, w nowej wersji utworu każe starcowi umrzeć z pożerającego go pragnienia zysku. Ostateczny tytuł utwór uzyskał w 1842 roku, kiedy został wydany w II tomie Komedii ludzkiej. Wtedy też Balzac opatrzył tekst dedykacją dla Barchou de Penhoën, dawnego przyjaciela z kolegium.

## Treść
W salonie pani de Grandlieu gospodyni rozmawia z przyjacielem domu, adwokatem Derville. Opowiada mu o miłości swojej córki Kamili do Ernesta de Restauda. Pani de Grandlieu nie popiera tego związku; uważa matkę Ernesta za kobietę skrajnie rozrzutną, a w dodatku uwikłaną w romans z Maksymem de Trailles. Derville jest jednak przeciwnego zdania, zwracając uwagę na majątek Ernesta i przypominając o tym, że to pieniądze odgrywają główną rolę w Paryżu. Następnie opowiada historię ze swojej młodości, kiedy jego sąsiadem był lichwiarz, holenderski Żyd nazwiskiem Gobseck. To pożyczka od niego bardzo pomogła mu zostać adwokatem, a obserwacje odwiedzających Gobsecka osób wiele nauczyło młodego Derville’a na temat życia w Paryżu. Poznał m.in. prawdziwą historię pani de Restaud: hrabina zrujnowała swojego męża dla kochanka, Maksyma de Trailles, doprowadzając w końcu hrabiego do śmierci wyznaniem, że dwójka dzieci, które uważał za swoje, pochodzi ze związku pozamałżeńskiego. W tym czasie Gobseck był już faktycznym właścicielem większości domniemanej fortuny Restaudów. Hrabia, umierając, przekazał większość ocalałego majątku jedynemu własnemu synowi, Ernestowi, jednak nie wydziedziczył całkowicie dzieci swojej żony. Pani de Restaud zniszczyła jednak testament nie czytając go i dopiero później przekonała się, że tym samym zrujnowała własne dzieci. Gobseck tymczasem wzbogacił się i dopiero po wielu latach zmarł, przekazując całą fortunę Ernestowi de Restaud i swojej dalekiej krewnej, Esterze Van Gobseck (bohaterce Blasków i nędz życia kurtyzany).

## Osoby występujące w utworze

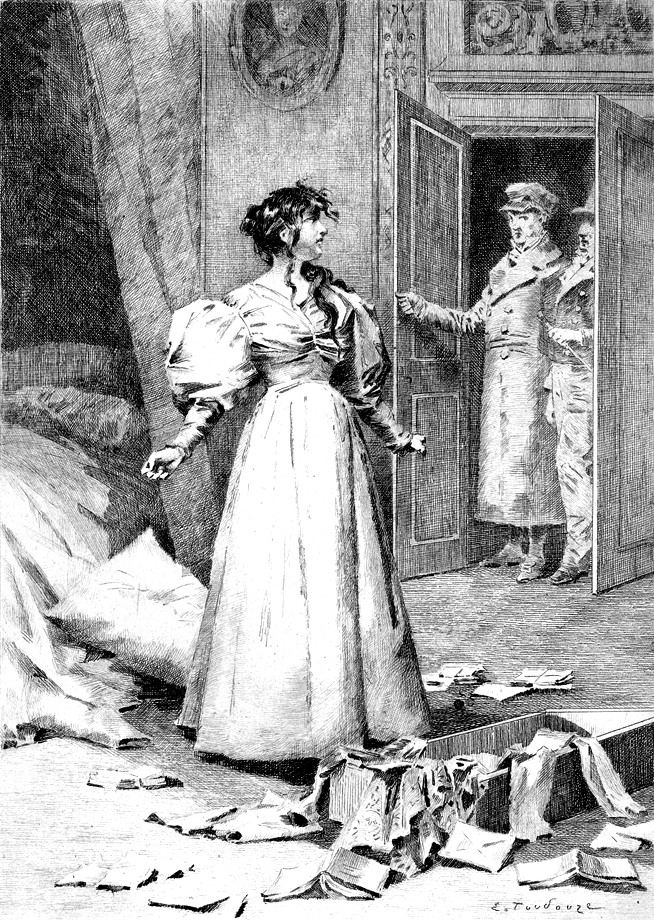
Hrabina de Restaud przeszukująca dokumenty męża tuż po jego śmierci

- Jean-Esther Gobseck – urodzony w Antwerpii żyd holenderski. Bierze w zastaw majątek de Restaudów. W Ojcu Goriot Goriot wykupuje weksel wystawiony przez swą córkę Anastazję de Restaud. Gobseck ma siostrzenicę Sarę von Gobseck, zwaną Piękną Holenderką, prostytutkę w Kuzynce Bietce, matkę Estery „Drętwej”, która popełnia samobójstwo, przed odziedziczeniem siedmiomilionowego spadku po swym wuju (Blaski i nędze życia kurtyzany).
- Derville – adwokat, narrator Gobsecka. Przywraca majątek księżnej de Grandlieu i pilnuje dóbr de Restaudów. Przychodzi z pomocą głównemu bohaterowi w Pułkowniku Chabert i pomaga w rehabilitacji Cezara Birotteau (Historia wielkości i upadku Cezara Birotteau). W Ojcu Goriot doradza Goriotowi w pokierowniu sprawami finansowymi swej córki Delfiny Nucigen. W Pierwszych krokach jest adwokatem księcia de Sérizy i Feliksa de Vandenesse’a. Jest zaangażowany w badanie fortuny Lucjana de Rubempré w Blaskach i nędzach życia kurtyzany
- wicehrabina de Grandlieu – odzyskała majątek w procesie prowadzonym przeciw państwu przez Derville’a po Restauracji Burbonów. Uczestniczyła w wieczorze u panny des Touches w Gabinecie starożytności. Oskarżała księżną de Vandenesse w Córce Ewy
- hrabina Anastazja de Restaud – starsza córka Goriota, oddana matka, kochanka Maksyma de Trailles, płacąca jego długi. To do niej kieruje pierwsze kroki zakochany Rastignac w Ojcu Goriot. Wydaje bal w Banku Nucingena i przyjmuje księżną Fedorę w Jaszczurze. W edycji z 1835 roku, już po wydaniu Ojca Goriota Balzac nadał jej imię Anastazji
- hrabia de Restaud – nieszczęśliwy mąż. W Ojcu Goriot wyznaje swojej żonie, że z trójki dzieci jedynie najstarszy Ernest jest jego synem
- hrabia Maksym de Trailles – anonimowy wicehrabia w wydaniach sprzed 1835 roku. Jest „bezecnym rakiem” który pożera Piękną Holenderkę w Kuzynce Bietce i Blaskach i nędzach życia kurtyzany. W Ojcu Goriot Rastignac domyśla się jego związku z Anastazją de Restaud. W Bezwiednych aktorach zostaje deputowanym[1].

## Cechy utworu
Gobseck stanowi kolejne w Komedii ludzkiej zastosowanie techniki „opowieści w opowieści”, gdyż najważniejsze przesłanie dzieła zawiera się nie w głównej sytuacji fabularnej (rozmowa w domu pani de Grandlieu), ale w opowieści przekazywanej przez bohatera, Derville’a. Analiza działalności lichwiarza należy do tej grupy utworów, które w szczegółach przedstawiają poszczególne, nieeksponowane, lecz kluczowe w zrozumieniu życia wielkiego świata paryskiego instytucje. Stanowi pod tym względem odbicie i uzupełnienie Banku Nucingena, opisu bankowości. W ten sposób Gobseck wpisuje się w ogólny obraz świata współczesnego autorowi i analizę panujących w nim rządów pieniądza. Konstrukcja utworu, w którym największą rolę odgrywa wątek pozornie poboczny, jest odbiciem opisywanego problemu – roli i pozycji lichwiarzy w społeczeństwie. Równocześnie powieść jest pochwałą ludzkiej energii i ukazaniem potęgi jednostki rozumiejącej swoją epokę i gotową na to, by odważnie działać w społeczeństwie. Taką postacią jest właśnie tytułowy lichwiarz.